# Samsung Galaxy Mini 2
Samsung Galaxy Mini 2 là một điện thoại thông minh do Samsung sản xuất chạy hệ điều hành mã nguồn mở Android 2.3 Gingerbread. Nó được công bố và phát hành bởi Samsung vào tháng 2 năm 2012. Nó có sẵn ba màu: đen, vàng và trắng.

## Các biến thể
Có các biến thể khác nhau của Galaxy Mini 2, gồm:
| Tên mã | Ghi chú / thị trường | NFC   |
| ------ | -------------------- | ----- |
| S6500  | Thiết bị gốc         | Có    |
| S6500D | Europe and Asia      | Không |
| S6500T | Australia            |       |
| S6500L | Latin America        | Không |
| S6500X | India                | Có    |